# Авербеке, Эмиль Ван
Эмиль (Эмиэль ) Ван Авербеке (фр. Émile Van Averbeke; 10 июля 1876[…], Антверпен или Берхем — 1 февраля 1946[…], Антверпен или Дёрне) — бельгийский архитектор и художник-график. Учился в Королевской академии изящных искусств (Антверпен), где позже, с 1892 по 1899 год, работал под руководством Эмиля Тиленса. В его стиле чувствуется, как французское, так и английское влияние. Вместе с бельгийским архитектором Яном ван Аспереном он спроектировал выставочный павильон Антверпена на Всемирной выставке 1906 года 